# Cyme
Cet article possède des paronymes, voir Cymes, Symes et Syme.
En botanique, une cyme est une inflorescence simple définie (ou sympodique), dans laquelle l'axe principal est terminé par une fleur ; cette fleur, qui est la fleur centrale de l'inflorescence fleurit en premier et arrête la croissance de l'axe, d'où le qualificatif de définie. Il en est de même des axes secondaires, tous terminés par une fleur. Contrairement au cas des inflorescences indéfinies, la floraison est centrifuge.
Une cymule est une petite cyme.
Selon leur mode de ramification, on distingue trois types de cymes : unipare, bipare ou multipare selon que l'axe principal porte un, deux ou plus de deux axes secondaires.

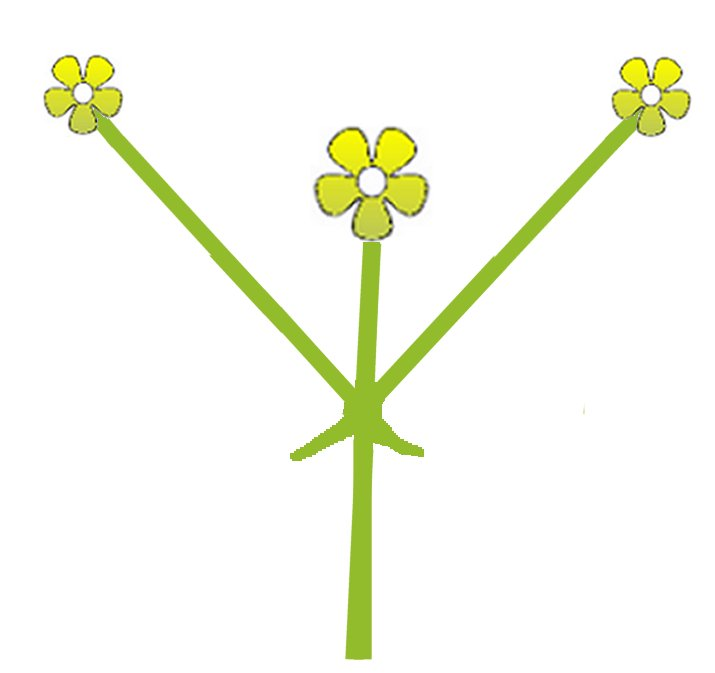
Cyme bipare

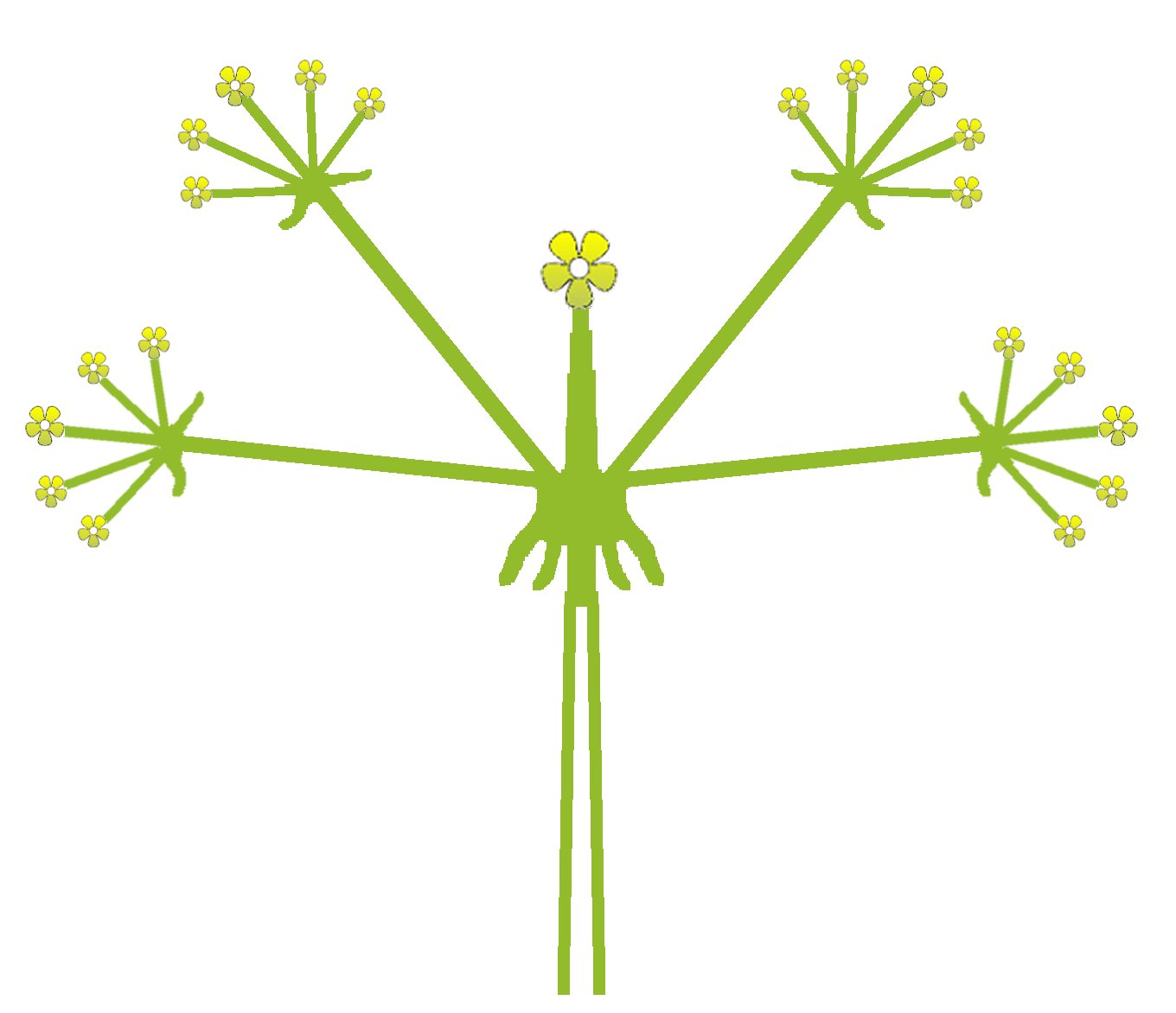
Cyme multipare

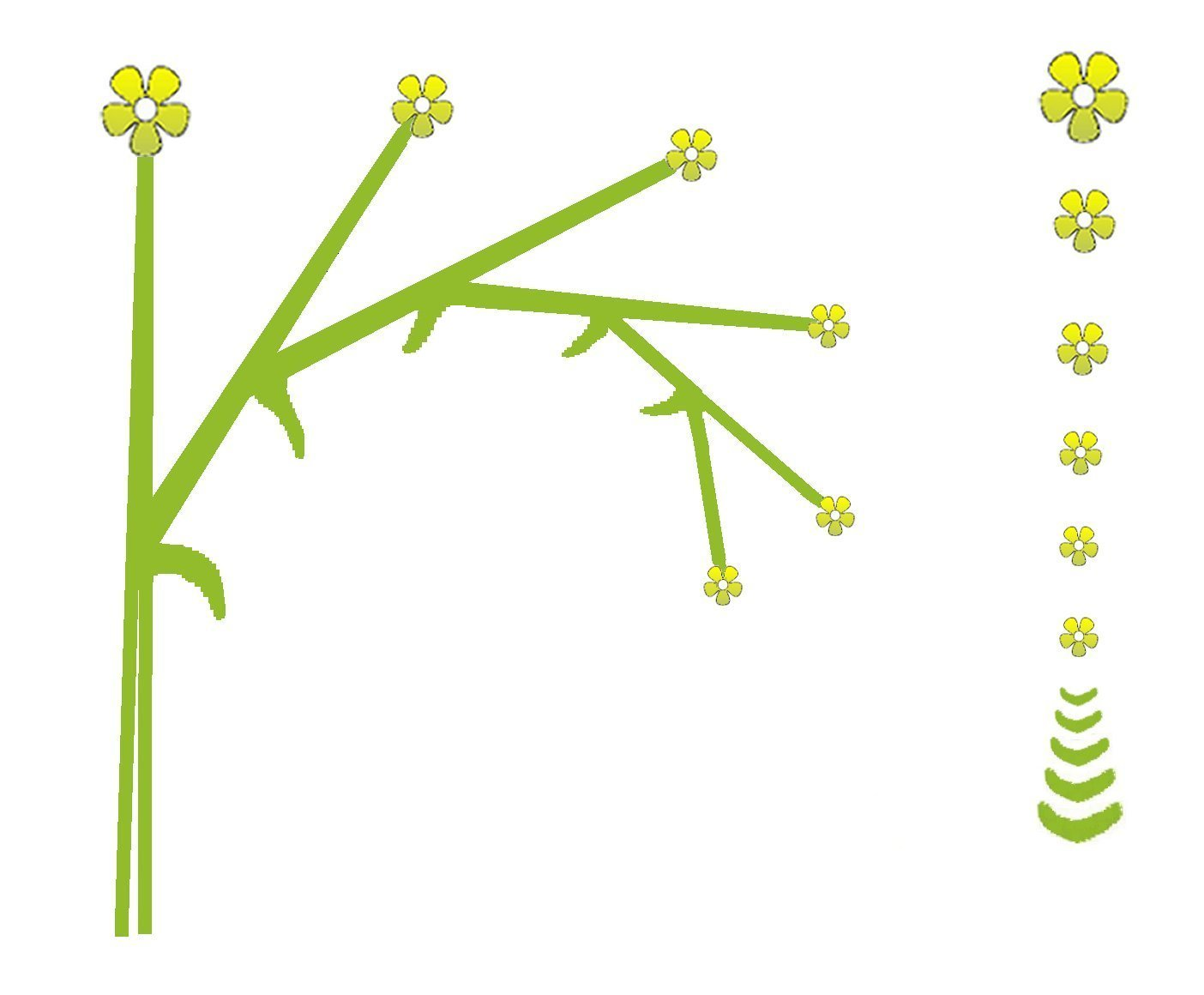
Cyme scorpioïde

## Cyme bipare
L'axe principal porte deux axes secondaires qui s'insèrent au-dessous de la fleur terminale. Les axes secondaires peuvent aussi se ramifier sur le même modèle, souvent dans un plan perpendiculaire à la ramification initiale : c'est un type d'inflorescence rencontrée chez les Caryophyllaceae, comme chez le genre Dianthus (les œillets véritables), les stellaires, les lychnis, etc. mais aussi dans d'autres familles : les bégonias, certaines espèces du genre Linum (les lins).

## Cyme multipare
L'axe principal porte au moins trois axes secondaires qui s'insèrent au-dessous de la fleur terminale à l'aisselle de bractées ; eux-mêmes sont ramifiés sur le même modèle. Exemple : l'euphorbe réveille-matin. 

## Cyme unipare
Dans le cas d'une cyme unipare, l'axe principal ne produit qu'une seule ramification secondaire, qui elle-même porte une seule ramification, et ainsi de suite. Selon l'orientation des ramifications, on obtient deux types de cymes unipares : la cyme scorpioïde et la cyme hélicoïde.

### Cyme scorpioïde
L'inflorescence est courbée en forme de queue de scorpion, du fait que les ramifications successives se produisent toutes du même côté de l'axe, toutes les bractées florales se retrouvant à l'intérieur de la courbe et les fleurs à l'extérieur. La cyme scorpioïde se retrouve chez de nombreuses Borraginacées, comme le myosotis.

### Cyme hélicoïde

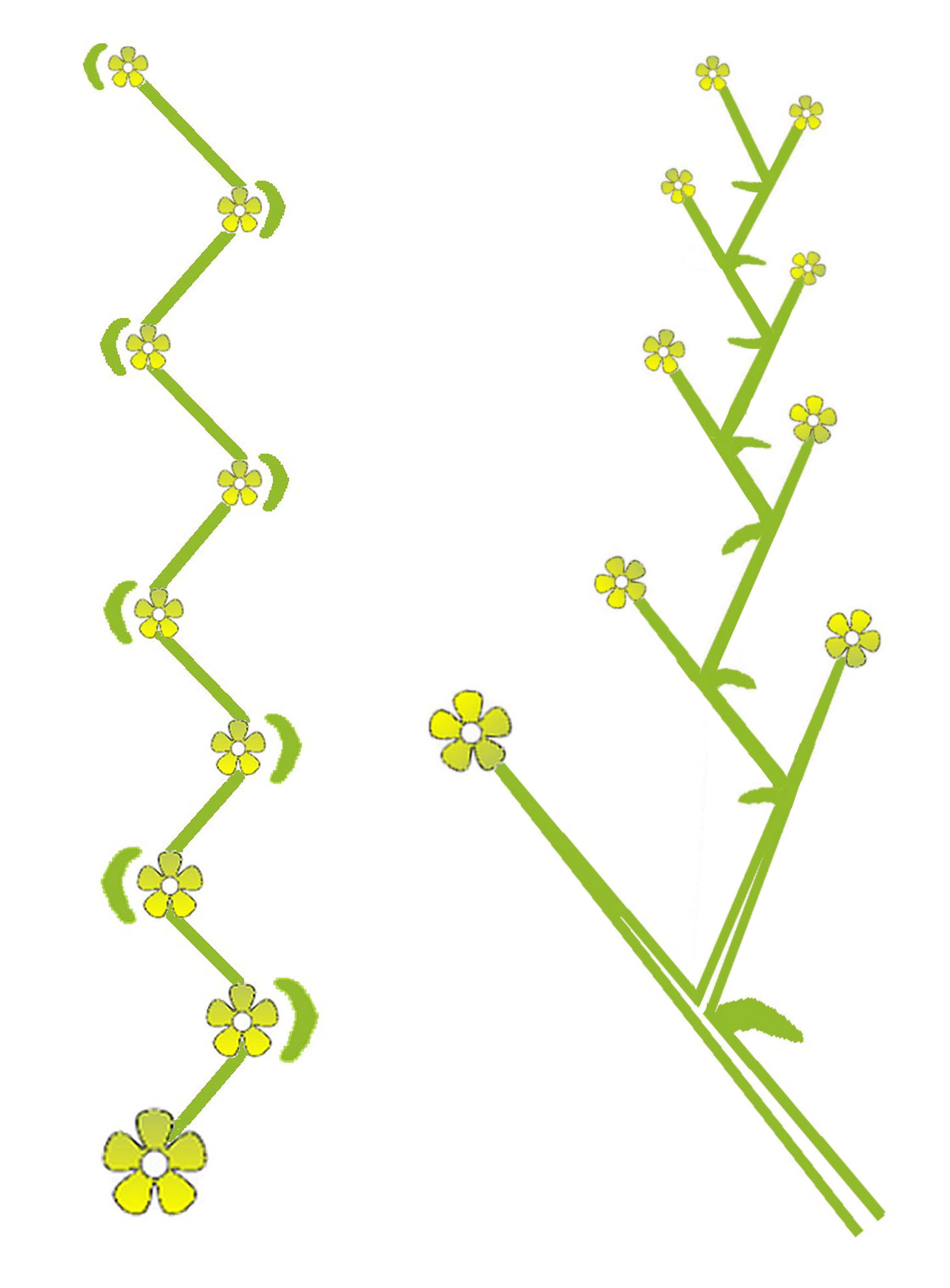
Cymes hélicoïdes

Les ramifications se produisent alternativement d'un côté et de l'autre de l'axe, donnant à l'inflorescence une forme hélicoïdale ; cependant souvent les axes sont redressés et sont dans le prolongement de l'axe initial, l'ensemble simulant une grappe. La différence avec cette dernière se décèle au fait que les fleurs se trouvent à l'opposé d'une bractée (qui est en réalité celle de la fleur supérieure). Alors que dans une grappe, les fleurs sont toujours à l'aisselle d'une bractée. On retrouve ce phénomène d'entraînement des bractées chez les Solanacées.
Chez les inflorescences composées, le regroupement de cymes en grappe s'appelle un thyrse.